# Sharkmuffin
Sharkmuffin — незалежний рок-гурт з Брукліна, Нью-Йорк. Гурт було засновано в 2012 році.

## Історія
Гурт Sharkmuffin утворився в пляжному будинку в Джерсі-Шор в 2012 році.
Учасниці Sharkmuffin описують свій стиль як «поєднання нойз-панку з психоделічним павер-попом».
До складу гурту входять Тарра Тіссен (Tarra Thiessen), гітара і вокал, та Наталі Кірх (Natalie Kirch), бас-гітара і вокал. Тіссен і Кірх протягом багатьох років були єдиними постійними учасницями гурту, з обоймою барабанщиць, що весь час змінювались: Джордін Блейклі (Jordyn Blakely), Джанет ЛаБелль (Janet LaBelle), Кім Досс (Kim Deuss), Патрісія Шемель (Patty Schemel) та інші.
Їхню музику описують як «бруклінський гаражний нойз-поп» і «бліцкриг-боп, іржавий рок та просочений кислотою серф монстр панк» і класифікують як гранж, психоделіку і хард-рок.
Учасниці гурту Sharkmuffin стверджують, що на стиль гурту вплинули Nirvana та Ramones.
В 2013 році гурт випустив три міні-альбоми: Sharkmuffin, 1097, She-Gods of Champagne Valley, на лейблі Dazzleships Records.
7 липня 2015 року був випущений сингл «Mondays». В подкасті радіостанції NPR, All Songs Considered, зазначили, що сингл «насичений пляжним вокалом».
7 серпня 2015 гурт випустив свій дебютний альбом Chartreuse (10 треків), у записі альбому брала участь колишня барабанщиця гурту Hole, Патрісія Шемель. Ilana Kaplan з Vice.com називає альбом «захоплюючими гаражними джемами з поп-авантом». У турі на підтримку альбому до гурту приєднались Шаріф Мекаві (Sharif Mekawy) (барабани) та Дейві Джонс (Davey Jones) (гітара).
Другий альбом Sharkmuffin, Tsuki, був випущений лейблом Little Dickman Records 5 травня 2017 року, у записі брала участь барабанщиця Кім Досс (Kim Deuss). Пісня «Scully is a Sharkmuffin» була здебільшого імпровізована та записана наживо, і є їхньою «одою до «The X-Files». В статті Speak Into My Good Eye порівнюють альбом гурту із музикою Ronettes, Tacocat, Screaming Females і Chastity Belt. У турі на підтримку альбому брали участь Дрю Адлер (Drew Adler) (барабани) і Кріс Нуньєз (Chris Nunez) (гітара).
У липні 2017 року на лейблі Little Dickman Records вийшла спліт-касета гуртів Sharkmuffin та Off White з вісьмома треками під назвою: Sharkmuffin & the of White.
У липні 2018 року на лейблі Little Dickman Records було випущено друге видання альбому Tsuki, яке містило два нових треки з Джордін Блейклі (Jordyn Blakely) на барабанах.
Пісня «Big» була представлена в комедійному серіалі Showtime «Shameless», в серії «Black-Haired Ginger», яка вперше з'явилась на екрані 7 жовтня 2018 року.
5 квітня 2019 року вийшов концептуальний мініальбом з п'яти треків, Gamma Gardening, альбом було випущено на касеті на лейблі Exploding in Sound.
Sharkmuffin гастролювали Великобританією та Європою на підтримку міні-альбому з Джордін Блейклі (Jordyn Blakely) на барабанах.

## Склад гурту
Учасники гурту
- Тара Тіссен (Tara Thiessen)
- Наталі Кірх (Natalie Kirch)
- Розі Слейтер (Rosie Slater)

Колишні учасники гурту
- Джанет Лейбель (Janet Labelle)
- Патті Шемель (Patty Schemel)
- Кім Досс (Kim Deuss)
- Джордин Блейклі (Jordyn Blakely)
- Дейві Джонс (Davey Jones)
- Дрю Адлер (Drew Adler)
- Кріс Нуньєс (Chris Nunez)
- Шаріф Мекаві (Sharif Mekawy)
- Джордин Блейклі (Jordyn Blakely)

## Дискографія
Альбоми
- Chartreuse (2015)
- Tsuki (2017)

Сингли та мініальбоми
- Sharkmuffin (2013)
- 1097 (2013)
- She-Gods of Champagne Valley (2013)
- Red (2016)
- Sharkmuffin & the Off White (2017)
- Gamma Gardening (2019)